# Anthaxia colmanti
Anthaxia colmanti es una especie de escarabajo del género Anthaxia, familia Buprestidae. Fue descrita científicamente por Kerremans en 1909.